# کوماگای گومی
کوماگای گومی (انگلیسی: Kumagai Gumi) شرکت ساخت‌وساز ژاپنی است، که در سال ۱۸۹۸ تأسیس شد.